# Ylinenjärvi (sjö i Nokia, Birkaland)
Ylinenjärvi är en sjö i kommunen Nokia i landskapet Birkaland i Finland. Sjön ligger 142,6 meter över havet. Arean är 25 hektar och strandlinjen är 5,57 kilometer lång. Sjön  ingår i Kumo älvs huvudavrinningsområde.   Den ligger omkring 15 km väster om Tammerfors och omkring 170 km nordväst om Helsingfors. 
I sjön finns ön Kämppäsaari. 